# Postproducció d'àudio

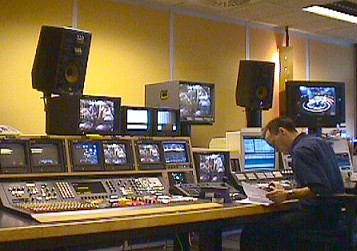
Sala de Postproducció

La postproducció d'àudio és l'últim procés relacionat amb el so que s'ha de portar a terme en una producció audiovisual, després de la preproducció (guió i altres preparatius) i la producció (gravació de l'àudio). Aquest es basa principalment en l'edició de l'àudio, tot i que també s'ha de muntar i perfeccionar tot el so del projecte.
En la postproducció podem trobar diversos efectes que es poden aplicar a l'àudio, però n'hi ha tres que destaquen més que els altres: la sonorització, l'ambientació i el doblatge.
- Sonorització: es basa en realitzar els efectes de so, els efectes especials i les bandes de diàlegs (gravats tant al lloc de rodatge com a l'estudi de gravació). El procés també inclou l'edició de tot el so i la mescla amb la música seleccionada (si n'hi ha).
- Ambientació: a la televisió aquest procés es basa en posar efectes musical adequats a la imatge. Per a Rafael Beltrán Moner, l'ambientació musical és "ajustar els temps dels fragments musicals escollits, barrejant, encadenant, fonent per mitjans mecànics o electrònics, fins a aconseguir una correcta i adequada realització tècnica de l'ambientació musical" (1991).
- Doblatge: es basa en substituir els diàlegs originals per una altra banda de diàlegs amb un altre idioma. Aquest procés es realitza a partir d'un material ja sonoritzat normalment elaborat a un altre país.[2]

## Etapes del procés de postproducció

### Edició
La postproducció de so comença a partir de la selecció d'uns elements sonors anomenats "bruts" que es manipulen per aconseguir elements definitius. Molta gent creu que l'edició de so es basa en un "copia i enganxa", però en realitat és un procés molt més complicat en el qual s'han de reajustar diferents nivells de so, combinar enregistraments diferents i eliminar silencis i sons que no interessen. L'edició també et permet canviar l'estructura dels àudios i crear efectes que no poden ser creats sense aquest procés.
Aquest pas juntament amb el muntatge determinaran l'ordre de les pistes i l'organització del projecte. Aquestes primeres edicions serveixen per netejar el projecte abans de començar la mescla.

### Muntatge
El muntatge, en realitat, es pot considerar dintre de l'edició. Tot i això, a nivell conceptual és molt més important i quan es parla del procés de muntatge es parla de la unió simultània de diferents fragments sonors. Per aconseguir aquest procés s'han d'adequar tots els elements sonors: diàlegs, efectes i música.
El muntatge es el primer pas en la postproducció, pero no vol dir que sigui irreversible, en qualsevol moment de la posproducció es poden afegir edicións de muntatge, fins i tot al haber finalitzat la produccó.

### Processament d'efectes
El processament d'efectes millora el so i corregeix petits errors que poden tenir les fonts originals dels àudios. Per un altre costat, també s'encarrega d'alterar el so gravat per a tindre un so diferent a l'original. Hi ha diferents tècniques per a processar els efectes:
- Processament de temps: per aconseguir sensació d'espai, s'aplica eco i reverberació i altres efectes de projecció espacial dels sons.

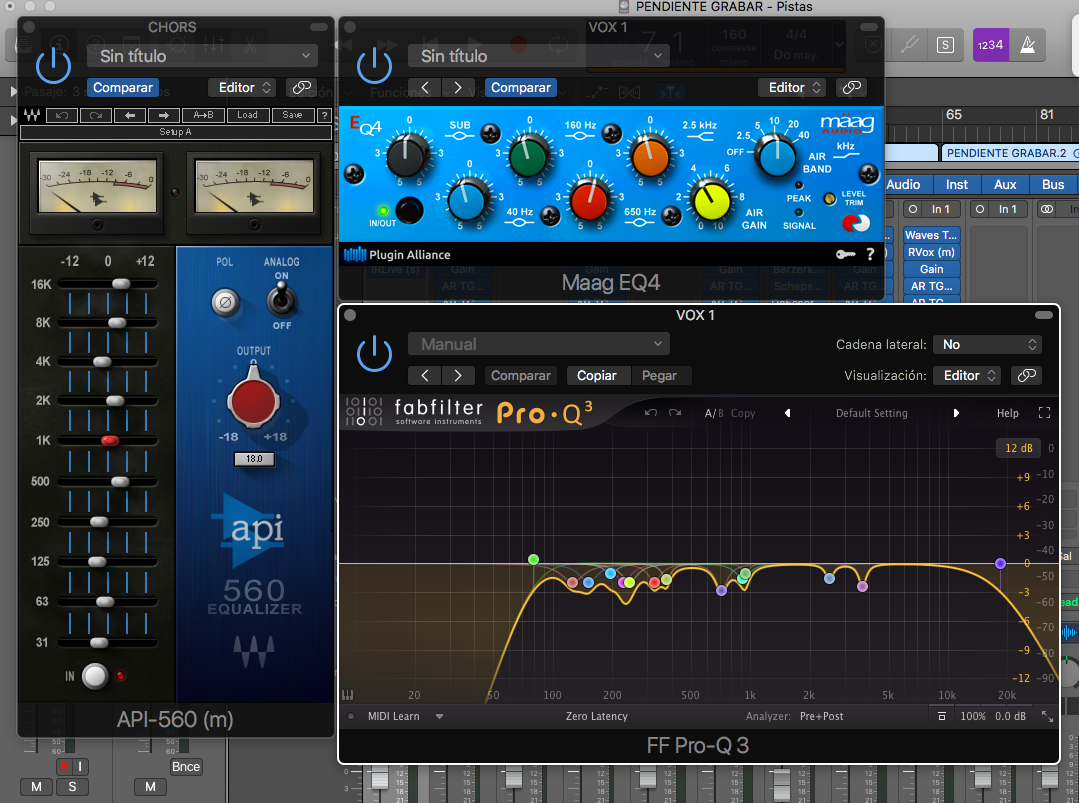
Plug-ins d'equalització que emulen el sò dels equalitzadors analògics de la marca [https://www.waves.com/ Waves

- Plug-ins d'equalització que emulen el sò dels equalitzadors analògics de la marca WavesProcessament de dinàmica: es canvia l'amplitud i la dinàmica del senyal del so. Destaquen entre tots els processadors d'aquest tipus els compressors, les portes de soroll i els expansors limitadors.
- Processament d'equalització: es modifica la freqüència de la senyal del so a partir de l'ús de diversos equalitzadors.[2]

### Mescla
La mescla comença quan ha finalitzat el procés de gravació y recull d'arxius d'àudio. Un enginyer de so s'encarrega d'equilibrar les diferents pistes de la sessió perquè sonin agradables i cohesionades quan es reprodueixen juntes. En aquesta part del procés es divideix el so en la distribució espacial de l'oient i se situa cada element al seu nivell corresponent. Per fer això, el productor farà ús dels plug-ins avanç mencionats. Avui en dia la major part del treball de mescla es fa amb plug-ins, encara que els estudis més professionals disposen de màquines analògiques (Altíssim cost) que treballen amb més qualitat de so. Els plug-ins es van crear amb la intenció d'emular el so d'aquestes màquines a un preu molt més assequible.
Les sessions de mescla poden estar compostes d'un gran nombre de pistes i plug-ins, hi ha projectes que poden superar fins i tot les 100 pistes. Això dependrà de la magnitud del projecte i de la creativitat del productor, en mescla no hi ha un camí fix per arribar a un punt, cada productor usa el seu propi mètode. La cosa que tenen en comú tots els productors, és que passen sempre pels processaments de temps, dinàmica i equalització avanç mencionats. Serà la combinació d'aquests tres processos el que canviarà totalment el so inicial.

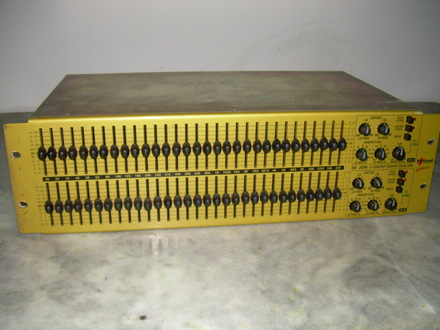
Equalitzador analògic d'alta qualitat

Depenent de les emocions que l'artista vulgui transmetre, el productor farà un ús o un altre de les eines de producció. És dit per la majoria de productors, per no dir tots, que la mescla és el pas més important quant a la postproducció d'àudio. És el pas que canvia tot.
Quan es finalitza aquest procés i obtingut un resultat agradable per al productor, passaríem al Masteritzat. El masteritzat ocupa una mínima part de treball respecte a la mescla, la mescla ocuparia la major part del procés de postproducció. La mescla pot combinar diversos formats de projecció espacial abans de ser masteritzada, o bé un només. (mono, estèreo o surround).

### Masteritzat
Per a millorar tot el possible la mescla final es fa un processament de so molt complex que inclou, per exemple, l'equalització i el control de dinàmica. D'aquesta manera es crea una còpia final de comercialització que té unes característiques tècniques que depenen del tipus de producte.
L'enginyer en Masterització és sempre un professional que treballa amb arxius d'àudio estèreo i que aporta un gran valor al so.
Hi ha uns errors comuns que es donen amb molta freqüència a l'hora de masteritzar. Primer de tot, hi ha gent que creu que si sap mesclar, ja sap masteritzar; i això no es és del tot cert. Per a saber masteritzar es necessita molta experiència, ja que es pot arribar a destruir una mescla si no es fa bé.
La masterització pretén finalitzar el projecte, donant-li un volum de so competent. Al món de la música hi ha una lluita entre productors per a arribar al volum més alt sense distorsionar y sense trencar la cançó. Açò és a causa de com percebem el so, el cervell humà veu els sons més alts com sons més clars, impressionants, i resaltants. Així s'aconsegueix  també arribar a més formats (grans equips de reproducció de so). L'objectiu principal del Màster és aquest, a més de servir per polir la mescla. Els enginyers de mastering assoleixen més volum usant tècniques de compressió però sobretot usant limitadors.
També s'ha de destacar que la masterització no pot fer que una mescla dolenta soni bé. És a dir, es pot modificar i aconseguir millorar, però una mescla dolenta sempre serà una mescla dolenta.

## Programes per a la postproducció d'àudio
- Adobe audition CC: edició d'àudio digital d'Adobe Systems Incorporated que ofereix una gran versabilitat: es pot elegir entre un editor estèreo destructiu o no destructiu.
- Nuendo: edició d'àudio a mitjans com el cinema, els videojocs, la televisió i la resta de la indústria audiovisual. És útil sobretot per a editors de postproducció, mescladors de so i enginyers de gravació en directe.
- WaveLab: ofereix edició estèreo o multi-track, a més de diferents efectes. És versàtil com l'Adobe Audition CC, pot equalitzar i realitzar treballs de restauració de gravacions defectuoses. A més, accepta una gran varietat de formats d'àudio, com Windows Media, WMA Pro i diferents formats MPEG.[2]
- Logic Pro X: Logic Pro d'Apple és una estació de treball d'àudio digital amb totes les funcions per a macOS que inclou seqüenciació de passos, controls de mostreig i capacitats de creació de música de manera remota. Logic Pro converteix qualsevol Mac en un estudi d'enregistrament professional que permet als usuaris capturar pistes de tambors acústics amb so orgànic, ritmes electrònics, sons d'instruments en viu i més.[5]
- FL Studio: és una estació de treball d'àudio digital, creat per Image-Line Software. La música és creada per enregistrament i mescla i/o dades de MIDI junt per crear una cançó, que pot llavors ser guardat al format .FLP natiu del programa (Fruity Loops Project). Les cançons es poden llavors exportar a un WAV, MP3 o MIDI, compatible amb la majoria del reproductors de medis.[cal citació]

## Rols professionals del departament de postproducció d'àudio al cinema

### Supervisor d'edició de so
El supervisor de so coordina totes les fases de la banda sonora de la pel·lícula. És l'únic punt de contacte creatiu entre el director i l'editor durant l'edició de la imatge, i és el responsable de comunicar a l'equip de so complet totes les idees creatives. Sol ser una persona de gran utilitat per al director i productor. Ha de conèixer a la perfecció la història i ha de tenir la capacitat de contar, flexibilitat, capacitat tècnica i lideratge.

### Dissenyador de so
Un dissenyador de so crea sons especialitzats com vocalitzacions de criatures, seqüències psicològiques i oníriques, vehicles d'armes especials o sons de fons per a llocs d'un altre món. És especialista en utilitzar el so per a manipular el públic, controlant les seves emocions i respostes físiques.

### Editor de diàlegs
L'editor de diàlegs és la persona més important de l'equip de so de postproducció. Crea totes les transicions entre tots els talls, millora la intel·ligibilitat del diàleg i ho manté tot en la perspectiva correcta física i emocional. També és la persona que valora la qualitat de les gravacions i diu què s'haurà de repetir a les sessions d'estudi amb els actors.

### Editor d'efectes de so
L'editor d'efectes de so edita els efectes i sons de fons perquè estiguin sincronitzats amb la imatge. Els àudios que edita són de les sessions de gravació, de llibreries de so i del propi dissenyador de so. Tot s'edita a partir de la direcció del supervisor d'edició de so.

### Artista Foley
L'artista Foley és l'artista de recreació del món sonor. Ha de recrear tots els moviments dels sons que fan els personatges (caminant, tocant amb accessoris, cops...). Han d'anar molt sincronitzats amb la imatge i han de deixar clar: el pes, la presència, l'agilitat, la personalitat i el temperament del personatge. Per això utilitzen diferents sabates, superfícies, materials i accessoris.

### Enginyer Foley
Un enginyer Foley treballa amb l'artista Foley, és aquell que grava i edita la seva actuació. Té un gran coneixement sobre equipaments, microfonia…

### Assistent d'edició de so
L'assistent d'edició de so s'encarrega de posar noms als arxius d'àudio, crear catàlegs, controlar l'enllaç amb els departaments de la imatge, rebre trucades i notes, ajustar l'àudio i del manteniment de tot l'equip en general.

### Mesclador de re-gravació
El mesclador de re-gravació li dona al director l'oportunitat de veure i escoltar la pel·lícula des de la primera etapa de mescla. Treballa sempre a un gran estudi de la mida d'un cinema comercial amb una taula de mescles al centre. Són responsables del resultat final del so de la pel·lícula. A nivell tècnic, són molt importants, ja que tenen molta tècnica i saben utilitzar taules de mescles.